# Tepler Hochland

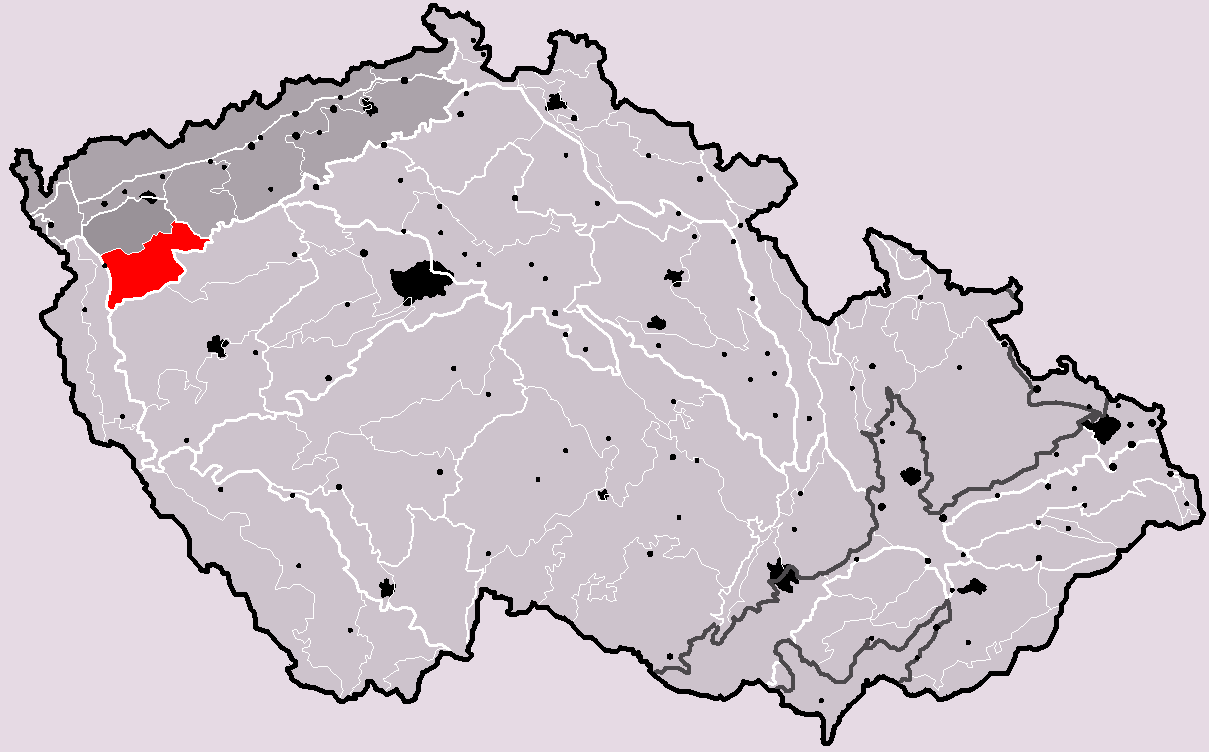
Das Tepler Hochland innerhalb der Geomorphologischen Einteilung Tschechiens

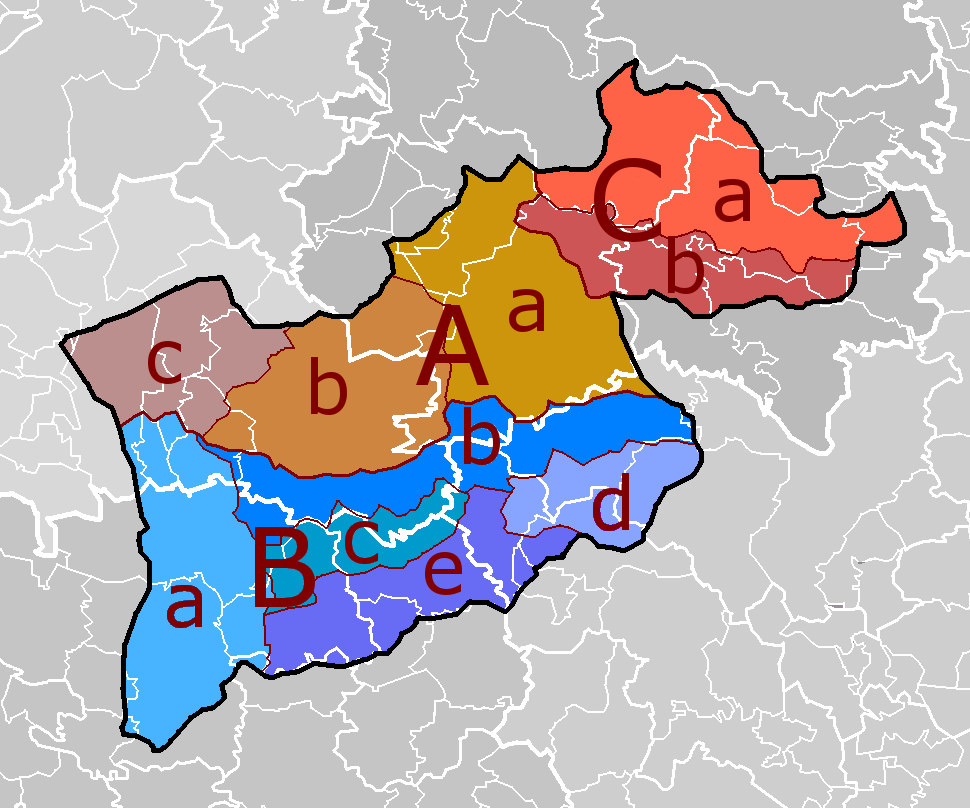
Gliederung des Tepler Hochlandes (A – Theusinger Hochland, B – Weseritzer Bergland, C – Luditzer Bergland)

Das Tepler Hochland (tschechisch Tepelská vrchovina) bildet eine geomorphologische Einheit in Tschechien.

## Geographie
Es befindet sich im Nordwesten Böhmens und hat eine mittlere Höhe von 627 m n.m. Höchster Punkt ist mit 847 m n.m. der Podhorní vrch bei Ovesné Kladruby. Die Fläche beträgt 687 km².
Nach Norden schließt sich der Kaiserwald, im Nordosten das Duppauer Gebirge und im Osten das Rakonitzer Hügelland an. Nach Süden erfolgt der Übergang zum Plasser Hügelland. Westlich liegt das Vorland des Oberpfälzer Waldes.
Geologisch besteht das Hochland überwiegend aus kristallinen Schiefern.
Bedeutendste Gewässer sind die Teplá, die das Gebiet nach Norden zur Eger entwässert, und die Střela, die ihre Wasser nach Südosten in die Berounka leitet. Im Tepler Hochland liegen die Trinkwassertalsperren Žlutice und die Podhora.
Die wichtigsten Städte sind Bezdružice, Bochov, Chyše, Teplá, Toužim, Úterý und Žlutice.
Geomorphologische Klassifizierung:

System: Hercynisch

Untersystem: Hercynisches Gebirge

Provinz: Böhmische Masse (Česká vysočina)

Subprovinz: Krušnohorská subprovincie (Erzgebirgs-Subprovinz)

Gebiet: Karlovarská vrchovina (Karlsbader Gebirge)

Haupteinheit: Tepelská vrchovina (Tepler Hochland)

Untereinheiten: Toužimská plošina (Theusinger Hochland), Bezdružická vrchovina (Weseritzer Bergland) und Žluticka vrchovina (Luditzer Bergland).